# Klasika Primavera 2004
La Klasika Primavera 2004, cinquantesima edizione della corsa, si svolse l'11 aprile 2004 su un percorso di 182,7 km. Fu vinta dallo spagnolo Alejandro Valverde che terminò la gara in 4h18'22". La gara era classificata di categoria 1.3.

## Ordine d'arrivo (Top 10)
| Pos. | Corridore          | Squadra     | Tempo    |
| ---- | ------------------ | ----------- | -------- |
| 1    | Alejandro Valverde | Kelme       | 4h18'22" |
| 2    | Eddy Mazzoleni     | Saeco       | s.t.     |
| 3    | Jens Voigt         | Team CSC    | s.t.     |
| 4    | Unai Etxebarria    | Euskaltel   | s.t.     |
| 5    | Ryder Hesjedal     | US Postal   | s.t.     |
| 6    | Damiano Cunego     | Saeco       | s.t.     |
| 7    | Gilberto Simoni    | Saeco       | s.t.     |
| 8    | Koldo Gil          | Liberty Seg | s.t.     |
| 9    | Pedro Lopes        | L.A. Pecol  | a 19"    |
| 10   | Manuel Beltrán     | US Postal   | s.t.     |